# Salir
Salir és una freguesia i vila portuguesa del municipi de Loulé, amb una àrea de 187,75 km² i prop de 2.775 habitants (al cens del 2011). La densitat poblacional n'és de 14,8 hab/km², i és per això que és una Àrea de Baixa Densitat (ordenança 1467-A/2001).

## Història
La història d'aquesta vila es perllonga durant molts anys. Fou habitada pels celtes, però més tard foren els àrabs qui li donaren major importància, i fou en el període del Califat almohade, al segle xii, quan s'hi construí el castell de Salir, del qual hui només resten ruïnes i que fou incendiat i reconstruït dues vegades. De llavors ençà, Salir fou un punt estratègic en la conquesta cristiana de l'Algarve, acabada al 1297.
Salir fou elevada a la categoria de vila el 20 de maig de 1993.

## Patrimoni
- Castell de Salir[4]
- Fòssil d'amfibi Metoposaurus algarvensis[5] amb 220 milions d'anys (Gres de Silves)

## Economia
La vila de Salir, amb 29 km² d'àrea, té 8 principals recursos econòmics: suro, garrofera, arbocer, ametla, figuera, oliva, caça i turisme.

## Població
| Població de la freguesia de Salir | Població de la freguesia de Salir | Població de la freguesia de Salir | Població de la freguesia de Salir | Població de la freguesia de Salir | Població de la freguesia de Salir | Població de la freguesia de Salir | Població de la freguesia de Salir | Població de la freguesia de Salir | Població de la freguesia de Salir | Població de la freguesia de Salir | Població de la freguesia de Salir | Població de la freguesia de Salir | Població de la freguesia de Salir | Població de la freguesia de Salir |
| --------------------------------- | --------------------------------- | --------------------------------- | --------------------------------- | --------------------------------- | --------------------------------- | --------------------------------- | --------------------------------- | --------------------------------- | --------------------------------- | --------------------------------- | --------------------------------- | --------------------------------- | --------------------------------- | --------------------------------- |
| 1864                              | 1878                              | 1890                              | 1900                              | 1911                              | 1920                              | 1930                              | 1940                              | 1950                              | 1960                              | 1970                              | 1981                              | 1991                              | 2001                              | 2011                              |
| 3 028                             | 3 800                             | 4 418                             | 4 708                             | 5 289                             | 5 494                             | 5 483                             | 6 791                             | 6 507                             | 5 905                             | 4 082                             | 3 641                             | 3 385                             | 3 023                             | 2 775                             |